# Bourlon-Genette
Die Bourlon-Genette (Genetta bourloni) ist eine Raubtierart aus der Familie der Schleichkatzen (Gattung Ginsterkatzen). Das Verbreitungsgebiet der Bourlon-Genette ist auf die westafrikanischen Regenwaldgebiete in Sierra Leone, Liberia, Guinea und Côte d’Ivoire beschränkt.

## Merkmale
Die Bourlon-Genette erreicht eine Kopf-Rumpf-Länge von 49,5 Zentimeter, die Schwanzlänge liegt bei 41 Zentimeter und das Gewicht bei 1,5 bis 2 Kilogramm. Das Fell ist kurz und rau. Die Art entspricht in ihrem Aussehen der Pardelgenette Genetta pardina, besitzt jedoch eine grauere Grundfärbung mit sehr dunklen Flecken. Diese sind langgezogen und verschmelzen teilweise miteinander. Die Nackenstreifen sind deutlich ausgebildet, die dunkle Linie entlang der Wirbelsäule ist breit angelegt und beginnt direkt hinter den Schultern. Der Schwanz besitzt fünf bis sieben helle Ringe und ist mindestens auf der Hälfte dunkel. Die Vorder- und Hinterbeine sind dunkel und deutlich gefleckt. Der obere Bereich der Vorderfüße ist gefleckt, die Hinterfüße weisen keine Flecken auf. Das Gesicht ist ebenfalls deutlich gezeichnet. Es besitzt eine gut ausgebildete, dunkle Maske und eine dunkle Linie im Bereich der Schnauze sowie weiße Flecken unterhalb und oberhalb der Augen.

## Verbreitung und Lebensraum

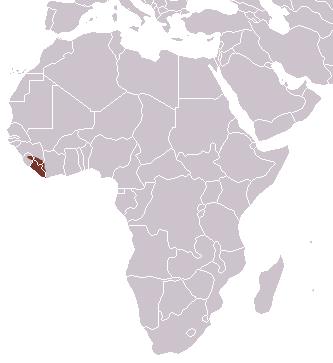
Verbreitungsgebiet der Bourlon-Genette

Das Verbreitungsgebiet der Bourlon-Genette ist auf die westafrikanischen Regenwaldgebiete in Sierra Leone, Liberia, Guinea und Côte d’Ivoire (Elfenbeinküste) beschränkt.

## Lebensweise
Über die Lebensweise der Art liegen keine Informationen vor, die Art ist wissenschaftlich nur anhand von Exemplaren aus Museumssammlungen beschrieben und bekannt. Sie ernährt sich wahrscheinlich wie andere Arten der Gattung vornehmlich räuberisch.

## Systematik
Die Bourlon-Genette wurde 2003 von Philippe Gaubert als eigenständige Art beschrieben und den Ginsterkatzen (Genetta) zugeordnet, welche nach aktuellem Stand aus 14 Arten bestehen. Ursprünglich wurde die Bourlon-Genette der Pardelgenette (Genetta pardina) zugeordnet.
Die Art ist nach dem französischen Zoowärter Phillipe Bourlon benannt, der im Jahr 2001 bei einem Unfall mit einem Löwen ums Leben kam.

## Bedrohung und Schutz
Die International Union for Conservation of Nature and Natural Resources (IUCN) stuft die Art als Art der Vorwarnliste (Near threatened) ein. Sie begründet dies mit dem begrenzten Verbreitungsgebiet in den Regenwäldern im äußeren Westafrika sowie der Annahme, dass die Bestände in den letzten drei Generationen um mehr als 20 % zurückgegangen sind. Konkrete Daten über den Bestand liegen nicht vor, die Art ist wissenschaftlich nur anhand von Exemplaren aus Museumssammlungen beschrieben und bekannt.
Die Hauptbedrohung dieser Art geht von den fortschreitenden Rückgang der Wälder und damit der nutzbaren Lebensräume für diese Art aus. Während dies in Liberia nur in geringem Maß mit etwa 0,2 % Waldverlust zwischen 1984 und 2000 geschieht, wird der Rückgang in Côte d’Ivoire auf 20 % über 14 Jahre angenommen. Regional werden die Tiere als „bushmeat“ gejagt und die Ginsterkatzenfelle gehandelt.